# Robert Rhodes James
Robert Rhodes James est un historien biographe et membre du Parlement conservateur britannique né le 10 avril 1933 à Murree en Inde britannique et décédé le 20 mai 1999 à Great Gransden.

## Biographie

### Famille et jeunesse
Robert Rhodes James naît en Inde britannique, à Murree, en tant que troisième fils du colonel William James et de Violet Rhodes James. Le cousin de son père est le bibliographe, érudit et écrivain Montague Rhodes James, et la famille est liée à des membres du clergé, des avocats, des diplomates, des soldats et des marins ayant servi à travers tout l'Empire britannique. Ses deux frères aînés, William et Richard, ont servi en Birmanie avec les Gurkhas avant de devenir enseignants. Richard a écrit plusieurs livres, dont Chindit, qui relatent ses expériences pendant la guerre.
Sa sœur, Iris, est également devenue écrivaine, en tant qu'historienne et traductrice de contes populaires gaéliques et assamais. Après avoir commencé son éducation dans des écoles privées en Inde, Robert retourne en Angleterre pour fréquenter la Sedbergh School puis le Worcester College à l'Université d'Oxford. En 1956, il épouse Angela Robertson avec laquelle il a quatre filles.

### Début de carrière
Entre 1955 et 1964, Robert Rhodes James travaille au sein du département du greffier de la Chambre des communes du Royaume-Uni, tout d'abord en tant que greffier, puis à parti de 1961 en tant que greffier principal. Pendant cette période, son premier livre, une biographie de Lord Randolph Churchill, est publiée en 1959. Son ouvrage suivant, An Introduction to the House of Commons remporte le prix John-Llewellyn-Rhys. Il rédige également Rosebery, une biographie d'Archibal Primrose et Gallipoli, une réévaluation de la malheureuse Campagne de Gallipoli. Par la suite, il devient membre du All Souls College à Oxford. Ayant quitté son poste aux Communes en 1964, il se consacre entièrement à la recherche sur les documents de John Colin Davidson entre 1965 et 1968.
En 1968, il devient directeur de l'Institut de l'Organisation Internationale à l'Université du Sussex, avant de travailler en tant qu'officier principal au Bureau exécutif du Secrétaire général des Nations unies de l'époque, Kurt Waldheim, en 1973. Pendant son séjour à Sussex, il rédige une biographie révisionniste des années de Winston Churchill entre 1900 et 1939, argumentant qu'il existait des raisons substantielles pour remettre en question le jugement de Churchill par ses contemporains. Il édite également huit volumes des discours de Churchill.

### Membre du Parlement
En 1976, Robert Rhodes James, devient membre du Parlement conservateur après avoir remporté l'élection partielle pour le siège marginal de Cambridge laissé vacant par David Lane. Malgré de forts défis du Parti social-démocrate lors des élections générales de 1983 et 1987 qui ont suivi, il conserve son siège jusqu'à sa retraite lors des élections de 1992.
En tant que conservateur auto-décrit modéré du courant « one-nation », les opinions de Robert Rhodes James trouvent peu de faveur auprès de la cheffe conservatrice Margaret Thatcher et il ne dépassera jamais le poste de Secrétaire parlementaire privé au Bureau des Affaires étrangères. Il en est venu à ressentir un certain mécontentement pour son manque de promotion et, utilisant le sous-titre de sa biographie de Churchill, il qualifie sa carrière politique d'« étude de l'échec ». Il est anobli en 1991.

### Fin de carrière
Après avoir quitté le Parlement en 1992, il occupe plusieurs postes de professeur invité dans des universités américaines avant son décès à l'âge de 66 ans en 1999.

## Publications et travaux
Parmi ses œuvres écrites et publiées lorsqu'il était député, Robert Rhodes James rédige deux biographies très appréciées, toutes deux bénéficiant d'un accès officiel et exclusif à des documents privés : Anthony Eden, une biographie bienveillante de l'ancien Premier ministre, et Robert Boothby: A portrait of Churchill's Ally, un récit de la vie du parlementaire indépendant atypique.
Cependant plusieurs de ses biographiques, notamment son édition des journaux intimes de Sir Henry Channon, ont été critiquées pour avoir occulté l'homosexualité ou la bisexualité de leur sujet.
- 1959 : Lord Randolph Churchill
- 1961 : Introduction to the House of Commons
- 1964 : Rosebery: A Biography of Archibald Philip, Fifth Earl of Rosebery
- 1965 : Gallipoli
- 1967 : Chips: The Diaries of Sir Henry Channon
- 1967 : Standardization and Common Production of Weapons in NATO
- 1967 : Suez Ten Years After
- 1967 : Essays from Divers Hands
- 1969 : Memoirs of a Conservative: J. C. C. Davidson's Memoirs and Papers, 1910-37
- 1969 : Churchill: Four Faces and the Man
- 1970 : Churchill: A Study in Failure, 1900-1939
- 1970 : Staffing in the United Nations Secretariat
- 1970 : United Nations
- 1971 : International Administration
- 1972 : Ambitions and Realities; British Politics, 1964-70
- 1974 : Winston S. Churchill: His Complete Speeches 1897-1963
- 1975 : The Prime Ministers, Volume II
- 1976 : The British Revolution: British Politics, 1880-1939
- 1976 : Victor Cazalet: A Portrait
- 1977 : Britain's Role in the United Nations
- 1983 : Albert, Prince Consort: A Biography
- 1986 : Anthony Eden
- 1991 : Robert Boothby: A Portrait of Churchill's Ally
- 1994 : Henry Wellcome
- 1998 : A Spirit Undaunted: The Political Role of George VI